# Heatheryhaugh
Heatheryhaugh ist eine Villa in der schottischen Kleinstadt Moffat in der Council Area Dumfries and Galloway. 1988 wurde das Bauwerk in die schottischen Denkmallisten in der höchsten Denkmalkategorie A aufgenommen.

## Beschreibung
Das freistehende Gebäude liegt am Nordostrand von Moffat am Birnock Water, das in Moffat in den Annan mündet. Die neogotische Villa entstand um 1810 und wurde 1828 erweitert. Außerdem tritt ein älteres Gebäude, das in die Villa integriert wurde, an der nordexponierten Rückseite heraus. Der Keller des zweistöckigen Gebäudes liegt an der Ostseite direkt oberhalb des Birnock Waters. Im Inneren sind zahlreiche Türen, Läden und Kamine gotisch ornamentiert.
Die drei Achsen weite südexponierte Frontseite ist symmetrisch aufgebaut. Mittig befindet sich das rechteckige, gotisch ornamentierte Holzportal mit Vordach. Flankierend sind Drillingsfenster mit steinernen Pfosten und Gesimsen eingesetzt, während im Obergeschoss Zwillingsfenster eingelassen sind. Sie schließen mit schottischen Bögen. Die Fenster an der asymmetrisch aufgebauten Westfassade sind ebenso wie die Kämpferfenster mit Maßwerken gestaltet. Im Unterschied zu den gewöhnlich verputzten Süd- und Westfassaden sind die Nord- und Ostfassaden mit Harl verputzt. Die Villa schließt mit zwei parallel verlaufenden, schiefergedeckten Walmdächern.